# Big Drill Car
Big Drill Car war eine Punk-Band aus Hermosa Beach, Kalifornien. Die Gruppe fusionierte Allmusic zufolge frühzeitig Popmusik, Heavy Metal und Punk. 

## Geschichte
Big Drill Car erhielt zunächst einen Vertrag bei Cruz Records, für die sie nach einer EP zwei kurze Alben einspielten, die von der Kritik positiv besprochen wurden. Die Band kam dann bei Headhunter Records unter Vertrag, die nach einem Livealbum mit No Worse for the Wear 1994 das letzte Studioalbum der Formation veröffentlichten. Die Alben galten als „kleine Schatzkästchen voll perfekter Uptempo-Punkrock-Nummern mit dem Extraschuss Melodie.“  Titel der Band wurden zwar im amerikanischen College Radio gespielt, aber nicht von den flächendeckenden Sendern. 
Mangels wirtschaftlichen Erfolg löste sich Big Drill Car 1995 auf. 1998 schlossen sich Daly und Arnold mit dem ehemaligen Doughboys-Sänger John Kastner und dem Schlagzeuger Matt Taylor zu All Systems Go! zusammen und nahmen ein gleichnamiges Album auf, das ein Jahr später erschien. All Systems Go! eröffneten dann für hochkarätige Acts wie Pearl Jam, Cheap Trick und Cracker und erhielten im Unterschied zu Big Drill Car eine Mainstream-Anerkennung.
In der Originalbesetzung fand die Band für eine Reihe von Auftritten in den Jahren 2008 und 2009 wieder zusammen. Mit A Never Ending Endeavor entstand 2009 ein weiteres Album. Auf dieser Kompilation gibt es fünf neue Songs neben 15 Singles, Raritäten und Demos zu hören. In der Originalbesetzung spielte die Band 2016 einige weitere Konzerte.

## Diskografie
- 1988: Small Block (EP, Cruz)
- 1989: CD Type Thing / Album Type Thing / Tape Type Thing (Album, Cruz)[2]
- 1991: Batch (Album, Cruz)[3]
- 1993: Toured (A Live Album) (Album, Headhunter)
- 1994: No Worse for the Wear (Album, Headhunter)
- 2009: A Never Ending Endeavor (Album, Kompilation, Boss Tuneage / Rookie Records)[1]